# En la línea de fuego. Monte Cassino, 1944: El Stalingrado de las montañas
En la línea de fuego. Monte Cassino, 1944: El Stalingrado de las montañas (Line of Fire. Monte Cassino 1944 Stalingrad in the Mountains en inglés) es un documental producido por Gavin Bott para Cromwell Productions en 2001. Escrito por Robin Clifton, cuenta con los comentarios de los historiadores Duncan Anderson, Tony Lea, Christopher Pugsley y Aryck Nusbacher. Paul Farrer compuso su música original. 
Incluido en la colección Grandes batallas de la historia en DVD, sección II Guerra Mundial, lleva por epígrafe: Un estratégico enclave hacia la ruta de Nápoles a Roma, vital para los aliados.

## Argumento
Monte Cassino, durante la Segunda Guerra Mundial, fue un punto crucial de la línea defensiva Gustav, establecida por los alemanes en el centro de la península italiana, que los aliados pusieron mucho empeño en conquistar desde principios de 1944, pues se trataba de un enclave estratégico en la ruta de Nápoles a Roma, vital para los aliados que intentaban avanzar desde el sur hasta la capital. Hasta cuatro batallas se libraron, entre enero y mayo, en Cassino y sus alrededores. Debido a la dureza de los combates, y a luchar entre ruinas, la batalla de Monte Cassino fue denominada “la Stalingrado de las montañas”. La ciudad y el monasterio medieval de Cassino, enclavado en la cima de una colina, defendidos a ultranza por unidades de élite alemanas, sufrieron las terribles consecuencias de los bombardeos. Finalmente, sus ruinas cayeron en poder de los aliados a mediados de mayo.

## Nota
1. ↑  Grandes batallas de la historia. Monte Cassino (sic), Eagle Media & DiskoDVD Vision, 2009.

- Datos: Q5832064